# Hernia de Garengeot
En medicina, se designa con el nombre de hernia de Garengeot a una entidad muy poco frecuente que consiste en una hernia crural en cuyo saco herniario se encuentra el apéndice vermiforme que puede encontrarse gangrenado y perforado como consecuencia de una apendicitis aguda.

## Historia
Fue descrita en el año 1731 por el cirujano francés René Jacques Croissent de Garengeot.

## Fisiopatología
El saco herniario en una hernia en la región de la ingle (inguino-crural) puede contener diferentes estructuras, entre ellas asas del intestino delgado, colon, grasa preperitoneal y epiplón. En un pequeño número de casos incluye también el apéndice ileocecal.

## Síntomas
Se presenta como la aparición más o menos brusca de un abultamiento en la región inguinal derecha que puede acompañarse de fiebre y dolor. Generalmente el diagnóstico se realiza durante la intervención quirúrgica, al observar el contenido del saco herniario.

## Tratamiento
El tratamiento recomendado es la cirugía, se realiza generalmente una apendicectomía (extirpación del apéndice ileocecal) y una herniorrafia.